# 150e brigade de chars
Pour les articles homonymes, voir 150e brigade.
« 50e division de chars » redirige ici.  Pour la division blindée américaine, voir 50e division blindée.
La 150e brigade de chars (en russe : 150-я танковая бригада) est une unité blindée soviétique de la Seconde Guerre mondiale. Elle est créée en septembre 1941 à partir de la 50e division de chars (50-я танковая дивизия) formée quelques mois plus tôt en république socialiste soviétique d'Ukraine. Après-guerre, elle est renommée 150e régiment de chars et d'automoteurs (150-й танкосамоходный полк) et dissoute en 1955.

## Historique

### 50edivisionde chars
La 50e division de chars est mise sur pied à Kharkov, à partir de la 52e division de chars légers. Celle-ci, équipée de chars T-26 et stationnée à Gloukhov, avait été formée en novembre 1939,.
Formée au sein du district militaire de Kharkov, la division est subordonnée au 25e corps mécanisé (en). Elle est constituée des unités suivantes,, :
- 99e régiment de chars
- 100e régiment de chars
- 50e régiment de fusiliers motorisés
- 50e régiment d'obusiers d'artillerie
- 50e groupe (divizion) indépendant d'artillerie antiaérienne
- 50e bataillon de reconnaissance
- 50e bataillon de pontonniers
- 50e bataillon indépendant de transmissions
- 50e bataillon médico-sanitaire
- 50e bataillon automobile
- 50e bataillon de réparation
- 50e compagnie de régulation
- 50e boulangerie de campagne automobile
- 697e poste de campagne
- 575e bureau de campagne de la Gosbank

### 150ebrigadede chars
Le 17 septembre 1941, la 50e division est réduite sous le nom de 150e brigade de chars ,.
La brigade est récompensée le 6 novembre 1943 par le titre honorifique « de Kiev » (en russe : Киевская, Kievskaïa) en souvenir de la libération de la capitale ukrainienne et le 18 novembre par le titre « de Korosten » (en russe : Коростеньская, Korostenskaïa) pour la libération de cette ville. Elle reçoit également l'ordre de Souvorov, 2e classe, le 7 février 1944.
La 150e brigade reçoit l'ordre du Drapeau rouge le 19 février 1945 en récompense de sa participation à la prise de Kielce. Elle est décorée de l'ordre de Koutouzov, 2e classe, le 26 avril 1945 après les assauts sur Strzelin et Rybnik. Elle fait également partie des unités décorées de l'ordre de Bogdan Khmelnitski le 4 juin 1945 en récompense de la prise de Dresde.

### Après-guerre
La 150e brigade de chars, subordonnée en juin 1945 au groupement central des forces armées soviétiques, est transformée le 4 juillet en 150e régiment de chars et d'automoteurs. Il est rattaché à la 5e armée combinée de la Garde. En février 1947, il est renommé 150e régiment de chars et d'automoteurs lourds et rattaché à la 95e division de fusiliers de la Garde (en) (stationnée en Autriche). La 95e division est dissoute en septembre 1955, suivie du 150e régiment.